# فضيحة فساد قطر في البرلمان الأوروبي
فضيحة فساد قطر في البرلمان الأوروبي والتي تُعرف أيضًا باسمِ قطرغيت (بالإنجليزية: Qatargate)‏ هي فضيحة سياسية مستمرة يُزعم فيها تورط سياسيين و‌جماعات ضغط وموظفين حكوميين وعائلاتهم في الفساد وغسيل الأموال والجريمة المنظمة. تورَّطت في هذه الفضيحة دولة قطر من خلال تمويلِ عددٍ من الأشخاص مُقابل الحصولِ على نفوذٍ في البرلمان الأوروبي. نفت قطر كلّ هذه المزاعم، أمّا سلطات إنفاذ القانون في بلجيكا وإيطاليا واليونان فقد صادرت ما مجموعهُ 1.5 مليون يورو نقدًا لدى عددٍ من الأشخاص علاوةً على مصادرة عشرات أجهزة الكمبيوتر والهواتف المحمولة، كما اتهمت السلطات الأوروبيّة في هذه الدول أربعة أفرادٍ بارتكاب جرائم مزعومة. 

## التحقيق والمداهمات والاعتقالات
فتحَ المكتب المركزي لمحاربة الفساد (بالفرنسية: Office central pour la répression de la corruption)‏ الذي يتبعُ الشرطة الفيدرالية البلجيكية في تموز/يوليو 2022 تحقيقًا في منظمة إجرامية مزعومة، حيثُ قاد التحقيق قاضي التحقيق ميشيل كليز. نفذت الشرطة البلجيكية بناءً على نتائج التحقيق التي صدرت يوم 9 كانون الأول/ديسمبر 2022 ما مجموعهُ 20 مداهمة طالت 19 موقعًا مختلفًا في جميعِ أنحاء العاصمة بروكسل، واعتَقَلت خلال هذه المداهمات ثمانية أشخاص في جميع أنحاء بلجيكا وإيطاليا. فُتّشت خلال هذه العمليّة منازل ومكاتب المشتبه بهم، بما في ذلك عدد من المكاتب داخل مباني البرلمان الأوروبي في بروكسل. تماشياً مع الدستور البلجيكي فقد طُلب من رئيسة البرلمان الأوروبي روبرتا ميتسولا العودة من منزلها في مالطا لتكون حاضرة خلال عمليات البحث والتفتيش في منزل إيفا كايلي التي تتمتعُ بحصانة دبلوماسية بصفتها عضوًا في البرلمان الأوروبي ونائب رئيس البرلمان الأوروبي.
أُلقي القبض على والد كايلي في وقت لاحق أثناء محاولته الفرار من فندق سوفيتيل في بلاس جوردان في بروكسل بعد تلقيه بلاغاتٍ بشأن المداهمات التي طالت منزل ابنته، وعثرَ المحققون على حقيبةٍ معه بها «مئات الآلاف من اليورو» وذلك أثناء محاولته الفرار. طالت المداهمات عقارات أو مكاتب تتبعُ لببير أنطونيو بانزيري عضو البرلمان الإيطالي السابق، كما عثرت الشرطة على كمية كبيرة من النقود في «خزنة جيّدة التجهيز». داهمَ المحققون في الوقتِ نفسه مكاتب المنظمة غير الحكومية الدولية التي تحملُ اسمَ «مكافحة الإفلات من العقاب» (بالإنجليزية: Fight Impunity)‏ وهي منظمة تأسَّست لتعزيز مكافحة الإفلات من العقاب على الانتهاكات الجسيمة لحقوق الإنسان والجرائم ضد الإنسانية والتي يرأسها بانزيري.
ألقت الشرطة بعد انتهاء المداهمات في العاصمة بروكسل القبض على كلٍ من إيفا كايلي، أنطونيو بانزيري، فرانشيسكو جيورجي زوج كايلي ومستشار البرلماني الإيطالي أندريا كوزولينو، ألكسندروس كايليس والد كايلي والسياسي اليوناني السابق، لوكا فيسينتيني الأمين العام للاتحاد الدولي للنقابات، نيكولو فيجا تالامانكا الأمين العام للمنظمة غير الحكومية لا سلام بدون عدالة، ومساعد للنائب الإيطالي أليساندرا موريتي لم يُذكر اسمه. أُفرجَ عن ألكسندروس كايليس من الحجز كما أُطلقَ سراح فيسينتيني بكفالة.  عُثرَ على 600.000 يورو نقدًا في منزل بانزيري كما عُثرَ على أموال إضافية في منزل والد كايلي، وغرفته بالفندق والمنزل المشترك بين كايلي وجورجي. بلغَ إجمالي المبالغ النقديّة التي عُثر عليها خلال كل هذه المداهمات نحو 1.5 مليون يورو. احُتجزت كايلي في سجن دي سان جيل إلى حينِ نقلها بعد خمسة أيامٍ إلى سجن في هارين ببروكسل. 
بالإضافة إلى عملياتِ تفتيش الممتلكات العائدة لأولئك الذين تمّ اعتقالهم، فقد طالت عمليات التفتيش منازل أربعة مساعدين برلمانيين هم فيديريكا غاربغناتي وجوزيبي ميروني ودوناتيلا روستاجنو ودافيد زوغيا لكنّ هذه المداهمات لم تُسفر عن اعتقالات. غاربغناتي وروستاجنو وزوغيا من مساعدي أعضاء البرلمان الأوروبي أليساندرا موريتي وماري أرينا وبيترو بارتولو، بينما يعمل ميروني كمساعدٍ لِلارا كومي. وقعت مداهماتٌ أخرى شملت منازل اثنين من المستشارين السريين ومسؤولٌ واحدٌ آخرٌ في البرلمان الأوروبي.
بالتزامنِ معَ المداهمات في بروكسل، بدأت الشرطة الإيطالية في تنفيذِ مذكرتي اعتقال أوروبيتين في جميع أنحاء إيطاليا، بحيثُ اعتُقلَت ماريا كوليوني زوجة بانزيري في منزل العائلة في كالوسكو دادا بالقربِ من بيرغامو، واعتُقلت ابنته سيلفيا بانزيري في وقت لاحق من ذلك المساء في ميلانو وجرى نقلُ المُعتَقَلتينِ إلى سجن بيرغامو للاحتجاز.  داهمت السلطات الإيطالية بعد ذلك بوقتٍ قصيرٍ منزل جيورجي زوج كايلي في إيطاليا حيث صادرت 20.000 يورو نقدًا إضافيّة. أُفرجَ عن زوجة بانزيري وابنته لكنهما ظلَّتا قيد الإقامة الجبرية في منزلٍ في لومباردي حتى وقتٍ آخر.
لقد كشفت مذكرة التوقيف الأوروبية أن التهم الموجهة إلى بانزيري تتعلّق بتهمٍ مماثلة لتلك التي وُجّهت لكايلي لكنها من دولة المغرب. جرى بحثٌ إضافي في اليومِ التالي للمداهمات (10 ديسمبر) في منزل نائب رئيس وفد البرلمان الأوروبي للعلاقات مع شبه الجزيرة العربية النائب البلجيكي مارك تارابيلا لكنّه لم يُعتقَل من قِبل سلطات إنفاذ القانون. جمَّدت هيئة مكافحة غسل الأموال اليونانية في الثاني عشر من ديسمبر جميع أصول كايلي وأصول أفراد الأسرة المقربين، وشملَ هذا التجميد للأرصدة جميع حسابات كايلي المصرفية والخزائن والشركات وأي أصول مالية أخرى، كما شملَ بحسبِ رئيس هيئة مكافحة غسل الأموال وكالة عقارية أُنشئت حديثًا في كولوناكي وهو حيٌّ راقي في أثينا. عندما انعقدَ البرلمان الأوروبي في الثالث عشر من ديسمبر 2022 للمرة الأولى بعد الفضيحة في مقره في ستراسبورغ بفرنسا، أغلقَ المحققون مكاتب بيترو بارتولو عضو البرلمان الأوروبي والمسؤول البرلماني ميشيل ريو، وبحلول الخامس عشر من ديسمبر طلبَ مكتب المدعي العام الأوروبي من البرلمان الأوروبي رفع الحصانة الدبلوماسية عن كايلي وزميلتها اليونانية ماريا سبيراكي، فيما ذكرَ المكتب الأوروبي للبراءات أن الطلب يستندُ إلى تقريرٍ استقصائي وردَ من المكتب الأوروبي لمكافحةِ الاحتيال بشأنِ «الاشتباه في وجود احتيال يضرّ بميزانية الاتحاد الأوروبي»، وتحديداً ما يتعلّق بالأموال المدفوعة إلى مساعدين برلمانيين.

## مشاركة الإمارات
واتهمت الحكومة القطرية الإمارات العربية المتحدة بتدبير الفضيحة. زعم موقع إخباري إيطالي ، Dagospia ، أن المستشار الوطني الإماراتي طحنون بن زايد آل نهيان هو الذي نفذ الفضيحة ضد قطر وقدم "نصائح" لبلجيكا ، التي فتحت التحقيق. قال تقرير صادر عن صحيفة لا ليبر في 31 يناير 2023 أن الشرطة البلجيكية صادرت حقيبة سفر من بانزيري تحتوي على مظروف عليه ختم الهلال الأحمر الإماراتي.,
في فبراير 2022، كشف تقرير استقصائي صادر عن Droit au Droit (DAD) بعنوان "UNDUE INFLUENCE" عن تفاصيل حملة الإمارات للتدخل الأجنبي للتأثير على العمليات الديمقراطية في الاتحاد الأوروبي. وقال التقرير إن جهود الضغط الإماراتي تركز على التأثير على السياسة الخارجية للاتحاد الأوروبي، من خلال القنوات الدبلوماسية وصناع القرار وأيضًا من خلال الموظفين السابقين رفيعي المستوى في الاتحاد الأوروبي. تم تحديد الإمارات إما أنها تعمل بشكل مباشر وتوظف مستشارين في العلاقات العامة للتلاعب بالروايات المتعلقة بالقضايا الحاسمة للدولة العربية في واشنطن وبروكسل والدول الأوروبية. وذكر التقرير أيضًا أن عددًا من مسؤولي الاتحاد الأوروبي ما زالوا غير مدركين لما تحصل عليه الإمارات مقابل حملة نفوذها.,

## المحاكمة والمقاضاة
كانَ من المقرر أن يمثل المشتبه بهم الأربعة وهم كايلي وبانزيري وجورجي وفيجا تالامانكا في قصرِ العدل في بروكسل (المحاكم الابتدائية في البلاد)، لكنّ ثلاثة منهم فقط من مثلوا يوم الرابع عشر من ديسمبر أمام المحكمة بعدَ توجيه الاتهام بشكل رسمي، أمّا المتهمة الرابعة وهي كايلي فقد حالَ إضراب موظفي السجن دون مثولها ما اضطرَّ السلطات لتأجيلِ موعد المثول إلى الـ 22 من ديسمبر. وُضع كل من بانزيري وجورجي في الحجز على ذمة التحقيق، فيما أُطلقَ سراح فيجا تالامانكا من الحجز انتظارًا لمزيدٍ من التحقيق بشرط أن يرتدي سوارًا إلكترونيًا على الكاحل. اعترفَ جيورجي (أو جورجي) في الخامس عشر من ديسمبر 2022 بتلقيه رشوةً من مسؤولين قطريين للتأثيرِ على قرارات البرلمان الأوروبي.

## رد فعل
وعقب الاعتقالات مباشرة. جاءت ردود فعل شديدة من إدانة نائب الرئيس كايلي من جميع أنحاء الاتحاد الأوروبي. بعد أن نشرت وسائل الإعلام البلجيكية القصة لأول مرة. صرحت رئيسة البرلمان الأوروبي. روبرتا ميتسولا. أن البرلمان الأوروبي كان يمتثل للتحقيق الجاري. دون تحديد طبيعته. بعد الاعتقالات مباشرة. أعلن كل من حزب باسوك وحزب كايلي السياسي في اليونان ومجموعة الاشتراكيين والديمقراطيين داخل البرلمان الأوروبي تعليق عضوية كايلي من أحزابهم. بعد يومين من الاعتقالات. علق ميتسولا مسؤوليات وسلطات كايلي كنائب لرئيس البرلمان الأوروبي. في تصويت للمجلس بكامل هيئته. تمت إزالة كايلي رسميًا من منصب نائب الرئيس بأغلبية ساحقة. 
في افتتاح الاجتماع الأول للبرلمان الأوروبي بعد المداهمات. في 12 ديسمبر/كانون الأول. أعلن الرئيس ميتسولا تعليق جميع الأعمال مع قطر.  في نفس الاجتماع. دعا كل من تحالف الخضر وأوروبا الحرة وأوروبا المتجددة إلى تشكيل لجنة تحقيق من قبل البرلمان الأوروبي.  يعد تعليق الأعمال البرلمانية في هذا الوقت أمرًا مهمًا لأنه يأتي قبل ثلاثة أيام فقط من تصويت البرلمان على تقديم اتفاقية سفر بدون تأشيرة مع قطر ودول أخرى.  أدى ذلك إلى إلغاء التصويت على السفر بدون تأشيرة إلى الإكوادور والكويت وعمان. بالإضافة إلى ذلك. تم تعليق اتفاقية عبور جوي كبيرة ومثيرة للجدل كانت ستسمح للخطوط الجوية القطرية بدخول غير محدود إلى سوق الاتحاد الأوروبي بعد تحذير من أن قطر ربما تدخلت في مداولات البرلمان الداخلية بشأن الاتفاقية. خلال المفاوضات. كانت هناك انتقادات من قبل الدول الأعضاء في الاتحاد الأوروبي بأن الاتفاقية. التي تفاوضت عليها لجنة النقل بالبرلمان. كانت مواتية بشكل غير ملائم لقطر. وفي وقت لاحق. صوت المجلس بكامل هيئته على تعليق جميع الأعمال المتعلقة بالملفات المتعلقة بقطر بأغلبية 541 صوتًا مقابل 2. مع امتناع ثلاثة أعضاء عن التصويت.
قبل افتتاح المناقشة العامة. استقال العديد من أعضاء البرلمان الأوروبي من مجموعة الاشتراكيين والديمقراطيين من مناصبهم داخل البرلمان. علق مارك تارابيلا نفسه من مجموعة S & D تمامًا. واستقالت ماري أرينا كرئيسة للجنة حقوق الإنسان في البرلمان. وعلق بيترو بارتولو منصبه كمتحدث باسم المجموعة بشأن تحرير التأشيرات وعلق أندريا كوزولينو دوره كمتحدث باسم المجموعة في حالات الطوارئ.  تم تعليق تارابيلا في وقت لاحق من قبل حزبه الوطني. حزب الوالون الاشتراكي.
أعلن رئيس مجموعة الصداقة البرلمانية بين الاتحاد الأوروبي وقطر. خوسيه رامون بوزا. عضو البرلمان الأوروبي. تعليق المجموعة بعد الكشف.  في بيان. قال بوزا إنه كان يفعل ذلك "في ضوء الأحداث الخطيرة للغاية التي وقعت في الأيام القليلة الماضية. وحتى نصل إلى جوهر الموضوع".
اتخذ حزب الشعب الأوروبي (EPP). أكبر مجموعة سياسية داخل البرلمان. قرارًا بتعليق جميع أعمال السياسة الخارجية المتعلقة بجميع الشؤون الخارجية للاتحاد الأوروبي حتى يمكن ضمان نزاهة الإجراء. وشجع حزب الشعب الأوروبي الأطراف الأخرى على أن تحذو حذوها.
أفاد دينو جياروسو. عضو البرلمان الأوروبي. أن المسؤولين القطريين اتصلوا به وآخرين عدة مرات: "كانوا يأملون في تحسين سمعة البلاد خاصة في الفترة التي تسبق كأس العالم FIFA ".  كان سلوك بعض أعضاء البرلمان الأوروبي فيما يتعلق بقطر موضع انتقادات حتى قبل أن تبدأ الفضيحة: قرار من مانون أوبري يدين استغلال العمال المهاجرين في قطر قد توقف في البرلمان لأكثر من عام قبل أن يمر. بسبب في مواجهة معارضة من مجموعة S&D و EPP.
وبعد اندلاع الفضيحة أشارت عدة مؤسسات إعلامية إلى أن كايلي زار قطر قبل شهر من الفضيحة والتقى بوزير العمل القطري علي بن سميخ المري. عند عودتها إلى بروكسل. أشادت بقطر باعتبارها "المرشح الأوفر حظًا في مجال حقوق العمال" في خطاب أمام البرلمان الأوروبي.
اتهمت أورسولا فون دير لاين. رئيسة المفوضية الأوروبية. قطر بالسعي لكسب نفوذها في غرفة البرلمان الأوروبي. وأنها تشكل "مصدر قلق بالغ". دعت Von der Leyen إلى إنشاء هيئة لدعم قواعد النزاهة والأخلاق في جميع مؤسسات الاتحاد الأوروبي. نُقل عن الرئيس السابق للبرلمان الأوروبي والمفوض الأوروبي الحالي المسؤول عن الشؤون الخارجية والأمن. جوزيب بوريل. قوله إن "الأنباء مقلقة للغاية ومقلقة للغاية. نحن نواجه بعض الأحداث وبعض الحقائق التي تقلقني بالتأكيد. [نحن] يجب أن نتصرف وفقًا ليس فقط للحقائق ولكن وفقًا لـ ... دليل. أنا متأكد من أنك تفهم أن هذه اتهامات خطيرة للغاية ". كانت أمينة المظالم الأوروبية. إميلي أورايلي. تنتقد استجابة فون دير لاين وزملائها السياسيين والمؤسسات. حيث سلطت الضوء على عدم التقدم الذي أظهرته فون دير لاين بعد تعهدها بأن الشفافية ستكون جزءًا أساسيًا من ولايتها عندما أصبحت رئيسة المفوضية الأوروبية.  دعا أورايلي إلى إنشاء هيئة تتمتع بصلاحيات تحقيق وفرض عقوبات حقيقية. 
كما انتقد رئيس الوزراء البلجيكي ألكسندر دي كرو المؤسسات الأوروبية في رده. مشيرًا إلى أن "العدالة البلجيكية تفعل ما لم يفعله البرلمان الأوروبي للوهلة الأولى. البرلمان الأوروبي لديه الكثير من الوسائل لتنظيم نفسه. اتضح أن هذا هو إلى حد كبير نظام للتحكم الذاتي يعتمد على الجهود التطوعية. والتي من الواضح أنها لم تكن كافية .
 
أكدت أنالينا بربوك. وزيرة الخارجية الألمانية. أن الفضيحة تؤدي إلى مخاوف المواطنين وتؤثر على مصداقية وشرعية مؤسسات الاتحاد الأوروبي.
كما جاءت ردود الفعل من منظمات المجتمع المدني الأوروبية. ووصفت منظمة الشفافية الدولية الحادثة بأنها "أفظع حالة" فساد مزعوم شهده البرلمان الأوروبي على الإطلاق.  علق مؤسس اللوبي الجيد قائلاً: "بغض النظر عن النتيجة النهائية. كشفت فضيحة" الفساد "في قطر النقاب عن حقيقة مزعجة. وواضحة بالفعل لمعظم الأوروبيين. المال يشتري النفوذ في الاتحاد الأوروبي "، وأن" برلمان الاتحاد الأوروبي ومعظم أعضائه قاوموا تاريخيًا قواعد النزاهة الأكثر صرامة و [] نظام إنفاذ فعال. " 
مع انتشار أنباء التحقيق. استقال المجلس الفخري للمنظمة غير الحكومية المتورطة. مكافحة الإفلات من العقاب. بشكل جماعي. ضم أعضاء مجلس الإدارة صانعي السياسة الأوروبيين البارزين بما في ذلك فيديريكا موغيريني (الممثلة العليا السابقة للاتحاد الأوروبي في لجنة يونكر). وبرنارد كازينوف (رئيس وزراء فرنسا سابقًا). وديمتريس أفراموبولوس (مفوض الاتحاد الأوروبي السابق للهجرة والشؤون الداخلية والمواطنة في Juncker Commission). سيسيليا ويكستروم (الرئيسة السابقة للجنة البرلمان الأوروبي بشأن الالتماسات) وإيما بونينو (مفوضة الاتحاد الأوروبي السابقة للصحة وحماية المستهلك في لجنة سانتر).  المجلس الفخري ليس له دور تنفيذي أو إداري. لذلك ليس هناك شك أو اتهامات ضد أي عضو من أعضاء مجلس الإدارة. 
وقالت البعثة القطرية لدى الاتحاد الأوروبي في بيان "إن دولة قطر ترفض رفضا قاطعا أي محاولات لربطها باتهامات بسوء السلوك. أي ارتباط للحكومة القطرية بالادعاءات المبلغ عنها لا أساس له من الصحة ومضلل بشكل خطير. تعمل دولة قطر من خلال المشاركة بين مؤسسة وأخرى وتعمل في إطار الامتثال الكامل للقوانين والأنظمة الدولية ". 
كما نفى كايلي ارتكاب أي مخالفات في الحادث. وظهر محاموها على التلفزيون اليوناني قائلين. "موقفها أنها بريئة. وليس لها علاقة بالرشوة من قطر". 

بعد الإفراج المشروط عن فيسينتيني يوم الأحد 11 ديسمبر 2022. في بيان صدر من خلال الاتحاد الدولي للنقابات. رد على المزاعم بقوله: 
يسعدني أن الاستجواب قد انتهى وتمكنت من الإجابة بشكل كامل على جميع الأسئلة. في حالة وجود أي ادعاءات أخرى. فإنني أتطلع إلى فرصة لدحضها. فأنا بريء من أي خطأ. أي شكل من أشكال الفساد غير مقبول إطلاقا وأنا ملتزم تماما بمكافحة الفساد. كما أود أن أؤكد مجددًا الموقف الذي اتخذته علنًا بأنه يجب ممارسة مزيد من الضغط على قطر من أجل العمال وحقوق الإنسان الأخرى. الوضع اليوم لا يزال غير مرض. كما ذكرت لوسائل الإعلام في ختام زيارتي لقطر.